# Merohister uenoi
Merohister uenoi är en skalbaggsart som beskrevs av Ôhara 1992. Merohister uenoi ingår i släktet Merohister och familjen stumpbaggar. Inga underarter finns listade i Catalogue of Life.